# Ylimmäinen Sankajärvi
Ylimmäinen Sankajärvi eller Sankajärvi är en sjö i Finland. Den ligger i kommunen Simo i landskapet Lappland, i den norra delen av landet, 600 km norr om huvudstaden Helsingfors. Ylimmäinen Sankajärvi ligger 83,9 meter över havet. Arean är 1,16 kvadratkilometer och strandlinjen är 4,7 kilometer lång. Sjön  ingår i Simo älvs huvudavrinningsområde. 